# 莫尔朗韦
莫尔朗韦（法語：Morlanwelz，法語發音：[mɔʁlɑ̃we] ⓘ）是比利时瓦隆大区埃諾省拉卢维耶尔区的一个市镇，通行法语，是比利时法语社群的一部分，面积20.26平方千米，人口19,019人（2018年1月1日）。